# Тидорцы
Тидорцы (самоназвание тидоре) — народ Азии, проживающий на островах Тидоре, Маре и Хальмахера, на севере Молуккских островов. Относится к северохальмахерским народам. По данным на 2011 год их численность составляла 53 тысячи человек. Очень близки тернатцам. Мусульмане-сунниты (около 98 % от общего числа).

## Язык
Тидорцы раговаривают на языке тидоре, который относится к северохальмахерской языковой группе. Этот язык используется в быту, но тидорцы как правило владеют также языком тернате, в прошлом игравшим роль лингва франка во всём регионе Хальмахера.

## Религия
Мусульмане-сунниты; в прошлом султанат Тидоре наряду с султанатом Тернате играл центральную роль в распространении ислама на Молуккских островах; в то же время, согласно Советской исторической энциклопедии, в общине до середины 1960-х годов сохранялись элементы более древних верований. Нередко на религиозной почве возникают конфликты. В частности, крупномасштабный эпизод религиозного и этнического насилия начался в 1999 году и продолжался около трёх лет на фоне планов реструктурирования административного деления провинции Северное Малуку. В этом случае тидорцы выступили как против христиан, так и против тернатской мусульманской элиты.

## История
В период расцвета (начало XVII века) под контролем тидорцев находились острова между Тидоре и Ирианом, а также западное побережье Ириана, юг острова Хальмахера, западное побережье Новой Гвинеи. В основном занимались торговлей пряностями, из-за чего султан острова Тидоре долгое время воевал с племенами острова Тернате за возможность вести торговлю в восточной части Индонезии. В 20-х годах XVI века на острове Тидоре утвердились испанские колонизаторы. В 60-х годах XVII века их вытеснили голландцы, вынудившие султана Тидоре подписать в 1667 году договор о передаче управления островом Голландской Ост-Индской компании. В 1680 году колонизаторы сделали султаном острова своего ставленника и окончательно подчинили себе остров и его обитателей. В XIX веке территория Тидоре попала под власть Тернате.

## Быт
Основные сферы занятий — сельское хозяйство и рыбная ловля; значительная часть тидорцев также занята в торговле и на государственной службе. Основные сельскохозяйственные культуры — рис, кукуруза, батат, маниок и арахис, выращиваются также гвоздичное дерево, мускатный орех, кокосовая пальма и какао.

## Общественные отношения
Несмотря на развитие капиталистических товарно-денежных отношений, тидорцы, согласно Советской исторической энциклопедии, сохранили элементы традиционных (общинно-родовых) и феодальных отношений. Система родства патрилинейная, основной элемент организации общины — семейный клан (соа). Браки между двоюродными братьями и сёстрами не только допустимы, но и приветствуются.